# Trans Europ Express
Trans Europ Express (TEE, ofte men fejlagtigt også Trans Europa Express) var et internationalt netværk af eksprestog i Vesteuropa. Det blev etableret i 1957 og omfattede på sit højdepunkt i 1974 45 tog, der forbandt 130 forskellige byer. Det meste af netværket forsvandt i 1987 til fordel for det nye koncept EuroCity, men navnet brugtes stadig om visse tog frem til 1995. Med undtagelse af de sidste par år havde togene kun første klasse.

## Historie

### Etablering
Netværket blev etableret i 1957 efter en ide af den daværende generaldirektør for de nederlandske statsbaner (NS) F.Q. den Hollander. Netværket blev drevet i fællesskab af statsbanerne i Vesttyskland (DB), Frankrig (SNCF), Schweiz (SBB-CFF-FFS), Italien (FS) og Nederlandene (NS). Selvom nogle tog fra starten også kørte gennem Belgien, blev deres statsbaner NMBS/SNCB først medlem fra 1964. Luxembourg (CFL) blev også først medlem senere.
Ideen var at skabe et netværk af hurtige og komfortable internationale tog, der ville være attraktive for forretningsfolk og andre faste rejsende. Alle tog skulle kun have første klasse og krævede et særligt tillæg udover den normale billetpris til første klasse, idet prisen på tillægget afhang af rejsens længde. Hvor det var muligt, var køreplanerne lagt, så forretningsrejsende kunne nå frem og tilbage samme dag og også have tid til forretninger ved destinationen. Alle tog havde navne og var eksprestog, der kun stoppede i de vigtige byer. Nogle af de navngivne tog havde allerede eksisteret i nogle år, og blev simpelthen omdannet til Trans Europ Express i 1957 eller senere. For eksempel havde Settebello kørt siden 1953 og Rheingold siden 1951, sidstnævnte som en genoplivning af et tog fra før anden verdenskrig. Det nye netværk blev taget i brug i 1957 med tog på 13 forskellige ruter.

### Materiel
Oprindeligt blev hele netværket kørt med dieseldrevne tog. De forskellige lande benyttede mange forskellige strømsystemer til deres eldrevne tog, hvilket mange steder normalt betød tidskrævende skift af lokomotiv ved grænserne. Dette i modsætning til diesellokomotiver og dieseldrevne togsæt, som uden videre kunne krydse grænserne, og som også kunne bruges på strækninger, der endnu ikke var elektrificerede. Til dette formål anskaffede tyskerne det dieseldrevne togsæt DB VT 11.5, mens schweizerne og nederlænderne gik sammen om det ligeledes dieseldrevne togsæt RAm/DE.
Etableringen af det internationale TEE-netværk gav imidlertid anledning til at udvikle specielle elektriske lokomotiver og togsæt, der kunne køre på to eller flere forskellige strømsystemer. DB benyttede blandt andre det 160 km/t hurtige lokomotiv E 10.12 og det 200 km/t hurtige BR 103. SBB udviklede det elektriske togsæt RAe TEE II, der var beregnet til fire forskellige strømsystemer, og som blev taget i brug i 1961. SNCB introducerede lokomotivet Série 15 (oprindelig Série 150) i 1962, der kunne håndtere tre forskellige strømsystemer, og efterfølgende lokomotiver til fire strømsystemer i form af Série 16 i 1966 og Série 18 i 1973. I mellemtiden udviklede og introducerede SNCF deres CC 40100 mellem 1964 og 1970.
I 1975 blev alle 43 TEE-tog med undtagelsen af L'Arbalète, Bavaria og delvist Merkur kørt med elektrisk materiel, og de fleste blev trukket af lokomotiver.

### Nationale ruter og vokseværk
Oprindeligt var det tanken, at kun internationale forbindelser skulle markedsføres som TEE. Det blev dog droppet i 1965 med indførelsen af den franske Le Mistral og den tyske Blauer Enzian. Senere blev der introduceret andre indenrigs TEE-tog i Frankrig, Tyskland og Italien, men de fleste forbindelser fortsatte med at være internationale.
Som antydet ovenfor var TEE-netværket vokset gennem årene frem til sit højdepunkt i 1974. Undervejs var yderligere tre lande desuden kommet med i form af Spanien (RENFE), Danmark (DSB) og Østrig (ÖBB). Det var dog kun RENFE, der var egentligt TEE-medlem. DSB og ÖBB havde godt nok TEE-tog kørende, men selskaberne selv var aldrig medlemmer. I slutningen af 1970'erne bestod netværket af 39 navngivne tog, der betjente 31 strækninger. På enkelte ruter kørte der flere TEE-tog, som for eksempel Paris-Bruxelles, hvor der kørte fire TEE-tog på forskellige tidspunkter af dagen.

### Nedgang og afvikling
Fra slutningen af 1970'erne blev stadig flere TEE-tog erstattet af andre tog, der tilbød en tilsvarende service, men som også havde anden klasse. De forretningsrejsende, man oprindelig havde satset på, benyttede til gengæld mere og mere fly i stedet. I 1979 omdannede DB fuldstændigt sit netværk af fjerntog med indførelse af nationale InterCitytog med både første og anden klasse i timedrift, hvilket med tiden medførte færre TEE-tog og flere InterCitytog. Introduktionen af de franske højhastighedstog TGV i 1981 og tilsvarende tog og højhastighedsstrækninger i andre lande betød ligeledes, at stadig flere TEE-tog måtte vige pladsen.
I 1984 var de fleste forbindelser væk, og der var kun nogle få nationale forbindelser i primært Italien og Frankrig og nogle enkelte internationale tilbage. De fleste resterende tog blev erstattet af det nye internationale netværk EuroCity, der havde både 1. og 2. klasse, og som begyndte 31. maj 1987. Samme dag blev de sidste internationale TEE-tog nedlagt eller omdannet med undtagelse af Gottardo, der først blev EuroCity i september 1988. Tilbage var kun nogle få indenrigs tog i Frankrig, der fortsatte frem til juni 1991.
I september 1993 blev visse tidligere TEE-tog, der kørte uden stop mellem Bruxelles og Paris, og som var blevet omdannet til EuroCity, på ny markedsført som Trans-Europe Expresses men med både 1. og 2. klasse. Dette skete mens strækningen blev ændret til betjening med TGV, og omfattede oprindeligt togene Brabant, Île de France, Rubens og Watteau, der alle kørte i begge retninger. I 1995 var det dog kun det nordgående Île de France (tog 85) og det sydgående Watteau (tog 88), der stadig markedsførtes som TEE. I modsat retning var togene allerede omdannet til TGV, og de sidste to blev det med virkning fra 29. maj 1995, hvorved Trans Europ Express forsvandt for anden gang. Disse få tog mellem Paris og Bruxelles i 1993-1995 var de eneste TEE-tog nogensinde til også at have anden klasse. Nogle få tog fortsatte med at bruge tidligere TEE-vogne frem til 1. juni 1996, men togene selv betegnedes ikke længere som TEE.

## TEE-forbindelser
| Tognummer                | Navn                            | Strækning                                                               | Etableret          | Ophørt             |
| ------------------------ | ------------------------------- | ----------------------------------------------------------------------- | ------------------ | ------------------ |
| TEE 92/93                | Adriatico                       | Milano C – Bari                                                         | 3. juni 1973       | 30. maj 1987       |
| TEE 8/9                  | Albert Schweitzer               | Dortmund – Strasbourg                                                   | 2. juni 1980       | 27. maj 1983       |
| TEE 78/79                | Ambrosiano                      | Milano – Rom                                                            | 26. maj 1974       | 30. maj 1987       |
| TEE 1/2                  | Aquitaine                       | Paris Austerlitz – Bordeaux                                             | 23. maj 1971       | 30. maj 1984       |
| TEE 7/8 (senere 64/65)   | Arbalète                        | Paris Est – Basel SBB – Zürich HB                                       | 2. juni 1957       | 26. maj 1979       |
| TEE 88/89                | Aurora                          | Rom – Reggio di Calabria                                                | 26. maj 1974       | 31. maj 1975       |
| TEE 14/15                | Bacchus                         | München – Dortmund                                                      | 28. maj 1979       | 30. maj 1980       |
| TEE 66/67                | Bavaria                         | Zürich HB – München                                                     | 28. september 1969 | 21. maj 1977       |
| TEE 84/85                | Brabant                         | Paris Nord – Bruxelles Midi/Brussel Zuid – (Amsterdam CS)               | 26. maj 1963       | 2. juni 1984       |
| TEE 90/91                | Blauer Enzian                   | Hamburg-Altona – München – (Klagenfurt)                                 | 30. maj 1965       | 26. maj 1979       |
| TEE 74/75                | Le Capitole (du matin)          | Paris-Austerlitz – Toulouse-Matabiau (morgentog)                        | 27. september 1970 | 23. maj 1982       |
| TEE 76/77                | Le Capitole (du soir)           | Paris-Austerlitz – Toulouse-Matabiau (aftentog)                         | 27. maj 1970       | 29. september 1984 |
| TEE 70-71/72-73          | Catalan Talgo                   | Genève-Cornavin – Barcelona                                             | 1. juni 1969       | 22. maj 1982       |
| TEE 13/14 (senere 23/22) | Cisalpin                        | Paris-Lyon – Milano Centrale – (Venedig)                                | 1. juli 1961       | 21. januar 1984    |
| TEE 68/69                | Colosseum                       | Roma – Milano C                                                         | 3. juni 1984       | 30. maj 1987       |
| TEE 36/37                | Cycnus                          | Milano – Ventimiglia                                                    | 30. september 1973 | 27. maj 1978       |
| TEE 42/43                | Diamant (I)                     | Dortmund – Antwerpen                                                    | 30. maj 1965       | 29. maj 1976       |
| TEE 80/81                | Diamant (II)                    | München – Hamburg-Altona                                                | 27. maj 1979       | 27. maj 1981       |
| TEE 90/93                | Edelweiss                       | Amsterdam – Zürich HB                                                   | 2. juni 1957       | 26. maj 1979       |
| TEE 26/27                | Erasmus                         | München – Nürnberg – Haag                                               | 3. juni 1973       | 31. maj 1980       |
| TEE 4/5                  | Étendard                        | Paris Austerlitz – Bordeaux                                             | 26. august 1971    | 30. maj 1984       |
| TEE 82/85                | Étoile du Nord                  | Paris Nord – Amsterdam CS                                               | 2. juni 1957       | 26. juni 1984      |
| TEE 34/35                | Faidherbe                       | Paris Nord – Lille – Tourcoing                                          | 2. oktober 1978    | 1. juni 1991       |
| TEE 16/17                | Friedrich Schiller              | Dortmund – Stuttgart                                                    | 27. maj 1979       | 19. maj 1982       |
| TEE 14/15 (senere 18/19) | Gambrinus                       | Hamburg-Altona – Köln – München                                         | 29. maj 1978       | 27. maj 1983       |
| TEE 36/37                | Gayant                          | Paris Nord – Lille – Tourcoing                                          | 2. oktober 1978    | 30. maj 1986       |
| TEE 50/51                | Goethe (I)                      | Frankfurt/Main – Paris Est                                              | 31. maj 1970       | 31. maj 1975       |
| TEE 24/25                | Goethe (II)                     | Frankfurt/Main – Dortmund                                               | 27. maj 1979       | 27. maj 1983       |
| TEE 58/59                | Gottardo                        | Zürich HB – Milano C                                                    | 1. juli 1961       | 24. september 1988 |
| TEE 28/29                | Heinrich Heine                  | Frankfurt/Main – Dortmund                                               | 27. maj 1979       | 27. maj 1983       |
| TEE 78/79                | Helvetia                        | Zürich HB – Frankfurt/Main – Hamburg-Altona                             | 2. juni 1957       | 26. maj 1979       |
| TEE 88/81                | L'Ile de France (I)             | Paris Nord – Amsterdam CS (kun Paris–Bruxelles efter 2. juni 1984)      | 2. juni 1957       | 30. maj 1987       |
| TEE 85/80                | L'Ile de France (II)            | Paris Nord – Bruxelles Midi/Brussel Zuid                                | 1. september 1993  | 28. maj 1995       |
| TEE 91/92                | Iris                            | Zürich – Bruxelles Midi/Brussel Zuid                                    | 26. maj 1974       | 30. maj 1981       |
| TEE 30/31                | Jules Verne                     | Paris Montparnasse – Nantes                                             | 28. september 1980 | 22. september 1989 |
| TEE 60/61                | Kléber                          | Paris Est – Strasbourg                                                  | 23. maj 1971       | 23. september 1988 |
| TEE 24/25                | Lemano                          | Milano C – Geneve-Cornavin                                              | 1. juni 1958       | 22. maj 1982       |
| TEE 45-46/47-48          | Ligure                          | Milano C – Avignon                                                      | 12. september 1957 | 22. maj 1982       |
| TEE 12/13                | Le Lyonnais                     | Paris-Lyon – Lyon Perrache                                              | 9. februar 1969    | 26. september 1976 |
| TEE 84/85                | Mediolanum                      | München – Milano C                                                      | 15. oktober 1957   | 2. juni 1984       |
| TEE 86/79                | Memling                         | Paris Nord – Bruxelles Midi/Brussel Zuid                                | 29. september 1974 | 1. juni 1984       |
| TEE 34/35                | Merkur                          | Stuttgart – Köln – København                                            | 26. maj 1974       | 27. maj 1978       |
| TEE 10/11                | Le Mistral                      | Paris-Lyon – Marseille St. C – Nice-Ville                               | 30. maj 1965       | 26. september 1981 |
| TEE 23/24                | Mont Cenis                      | Lyon-Perrache – Milano C                                                | 2. juni 1957       | 30. september 1972 |
| TEE 40/41                | Molière (eks. Paris–Ruhr)       | Paris Nord – Köln                                                       | 2. juni 1957       | 25. maj 1979       |
| TEE 80/89                | L'Oiseau Bleu                   | Paris Nord – Bruxelles Midi/Brussel Zuid                                | 2. juni 1957       | 2. juni 1984       |
| TEE 32/33                | Parsifal                        | Paris Nord – Dortmund – Hamburg-Altona                                  | 29. september 1957 | 26. maj 1979       |
| TEE 26/27                | Prinz Eugen (I)                 | Bremen – Passau – Wien Westbf.                                          | 25. september 1971 | 29. maj 1976       |
| TEE 26/27                | Prinz Eugen (II)                | Hannover – Köln – Frankfurt/Main – Wien Westbf.                         | 30. maj 1976       | 27. maj 1978       |
| TEE 10/11                | Rembrandt                       | München – Stuttgart – Amsterdam CS                                      | 28. maj 1967       | 28. maj 1983       |
| TEE 6/7                  | Rheingold                       | Amsterdam CS – Geneve-Cornavin                                          | 30. maj 1965       | 30. maj 1987       |
| TEE 16/17                | Rheingold                       | Amsterdam – Frankfurt – Nördlingen – München (vogne fra ovennævnte tog) | 23. maj 1982       | 30. maj 1987       |
| TEE 21/22                | Rheinpfeil                      | Dortmund – Frankfurt/Main – München                                     | 30. maj 1965       | 25. september 1971 |
| TEE 74/75                | Roland (I)                      | Bremen – Basel SBB – Milano C                                           | 1. juni 1969       | 26. maj 1979       |
| TEE 90/91                | Roland (II)                     | Bremen – Frankfurt/Main – Stuttgart                                     | 28. maj 1979       | 29. maj 1980       |
| TEE 78/79                | Rubens                          | Paris Nord – Bruxelles Midi/Brussel Zuid                                | 29. september 1974 | 27. maj 1987       |
| TEE 16/17                | Le Rhodanien                    | Paris-Lyon – Marseille St. C                                            | 23. maj 1971       | 29. september 1978 |
| TEE 28/29 (senere 20/21) | Saphir                          | Frankfurt/Main – Bruxelles Midi/Brussel Zuid                            | 2. juni 1957       | 26. maj 1979       |
| TEE 68/69                | Settebello                      | Rom – Milano C                                                          | 26. maj 1974       | 2. juni 1984       |
| TEE 62/63                | Stanislas                       | Paris Est – Strasbourg                                                  | 24. maj 1971       | 25. september 1982 |
| TEE 83-86/87-88          | Ticino                          | Zürich HB – Milano C                                                    | 1. juli 1961       | 25. maj 1974       |
| TEE 22/23                | Van Beethoven (eks. Rhein–Main) | Frankfurt/Main – Amsterdam CS                                           | 2. juni 1957       | 26. maj 1979       |
| TEE 94/95                | Vesuvio                         | Milano C – Rom – Napoli                                                 | 30. september 1973 | 30. maj 1987       |
| TEE 38/39                | Watteau (I)                     | Paris Nord – Lille – Tourcoing                                          | 2. oktober 1978    | 1. juni 1991       |
| TEE 89/88                | Watteau (II)                    | Paris Nord – Bruxelles Midi/Brussel Zuid                                | 1. september 1993  | 28. maj 1995       |

Noter
1. ↑  Delen mellem München og Kllagenfurt betjentes 1969-1979, kun sommer og vinter og sidste gang 1. april 1979.
2. ↑  Delen mellem Milano og Venedig betjentes kun om sommeren, 1974-1979.
3. ↑  Forlænget til Irun and fra Hendaye, sommer 1973 til sommer 1975.
4. ↑  Oprindeligt var den vestlige endestation Marseille og tognumrene 151/156 eller 27/28. Forlængelsen til Avignon skete i 1969.
5. ↑  Bern-Geneve ophørte 6. april 1980 men genindførtes i efteråret 1980 med betjening kun om vinteren. Basel-Geneve ophørte i 1982. På visse tider af året både før og efter 1982 medførte toget dog gennemgående vogne til Chur og indtil 1985 Milano, der kobledes på ordinære eksprestog syd for Basel.
6. ↑  Rheingold’s gren til München kørte kun om sommern indtil 1985, derefter hele året indtil ophøret i 1987. Forbindelsen forlængedes til/fra Salzburg i sommerkøreplanerne 1985 og 1986.